# Catedral de la Coronació a Alba Iulia
La catedral de la coronació (en romanès: Catedrala Încoronării) dedicada a la Santíssima Trinitat i als Sants Arcàngels Miquel i Gabriel és una catedral ortodoxa romanesa situada al carrer Mihai Viteazul, 16, Alba Iulia (Romania). Construït poc després i en commemoració de la Unió de Transsilvània amb Romania, és la seu de l'arxidiòcesi ortodoxa romanesa d'Alba Iulia.

## Antecedents
La catedral i els edificis circumdants es van aixecar a la part occidental de la Ciutadella d'Alba Iulia, en el lloc on hi havia una porta d'entrada a prop de l'altiplà romà. Es va pensar com una continuació de l'antiga seu metropolitana d'Alba Iulia (aleshores anomenada Bălgrad), on Miquel el Valent va construir una església de pedra el 1597. Quan la ciutadella es va reconstruir en la seva forma actual entre 1713 i 1714, les autoritats dels Habsburg la van enderrocar i els seus materials van ser utilitzats per construir una nova església a prop de l'estació de ferrocarril actual. Una església commemorativa de fusta a la part sud-est de la ciutadella marca el lloc de l'antiga catedral metropolitana.
Construïda entre 1921 i 1922, la catedral estava a punt a temps per a la coronació del rei Ferran i la reina Maria com a monarques de la Gran Romania el 15 d'octubre de 1922. Aquest esdeveniment, que va tenir lloc a la mateixa ciutat on es va produir la Unió de Transsilvània amb Romania l'1 de desembre de 1918, tenia la intenció de donar a la unió un pes simbòlic i religiós afegit. Ferran, un catòlic romà, es va oposar a ser coronat dins d'una església ortodoxa, de manera que la cerimònia de coronació es va celebrar a l'exterior al pati. En commemoració de l'esdeveniment, es van col·locar busts del rei i la reina al terreny el 2008.

## Arquitectura

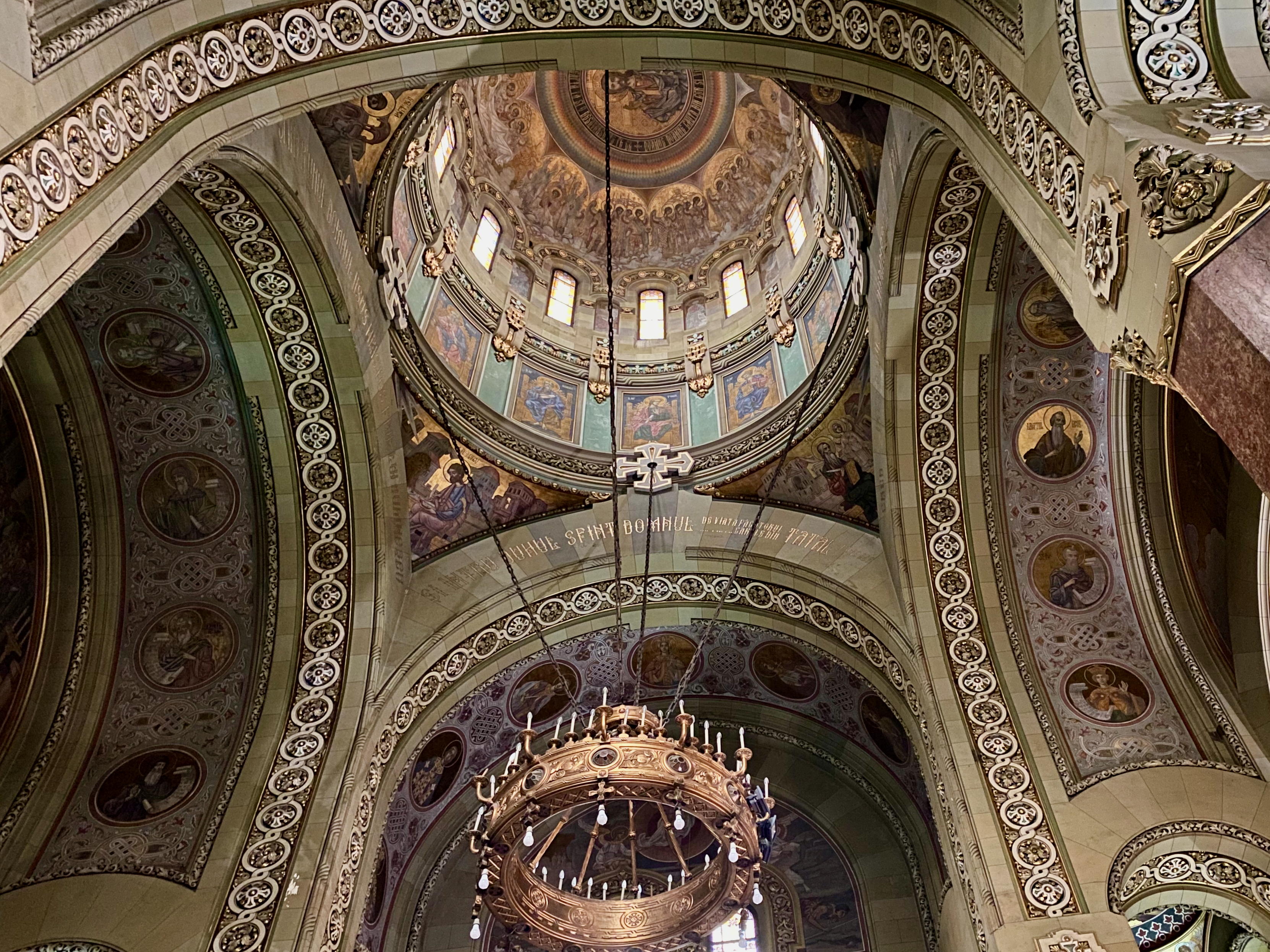
Cúpula

La catedral forma part d'un grup d'edificis erigits a finals del segle xix a l'estil nacional promogut per Ion Mincu i Petre Antonescu. Incorpora formes tradicionals d'arquitectura romanesa, en particular l'estil brâncovenesc, i les adapta als gustos moderns. El pla, amb una creu grega inscrita, parteix de l'església príncep de Târgovişte. De la mateixa manera, els elements decoratius exteriors, com ara nínxols, perles sobre els capitells de les columnes i les arcades, així com les cúpules, s'assemblen als trobats a les esglésies valaques de l'època de Matei Basarab i Constantin Brâncoveanu. La pintura al fresc interior, de Costin Petrescu i els seus aprenents, segueix els dictats de la iconografia ortodoxa romana d'Orient tradicional mentre exhibeix influències occidentals.
L'entrada a l'edifici té un porxo obert amb grans arcs sostinguts per columnes amb capitells. El portal està decorat amb motius tradicionals i al damunt hi ha icones de mosaic dels arcàngels Miquel i Gabriel, mentre que a un costat de l'entrada hi ha icones dels sants Pere i Pau i l'altra dels reis David i Salomó. Els nínxols del porxo tenen plaques de marbre que commemoren quatre esdeveniments: el metropolità Simion Ştefan va imprimir el primer Nou Testament en llengua romanesa el 1648; la unió dels tres principats romanesos aconseguida per Miquel el Valent el 1600; l'execució d'Horea, Cloşca i Crişan el 1785; i la fusió de l'església grecocatòlica romanesa a l'església ortodoxa el 1948, un acte forçat pel nou règim comunista, recolzat en aquell moment per l'església ortodoxa però denunciat com il·legal pels grecocatòlics. També durant aquest període, les autoritats van canviar el nom de l'edifici per Catedrală Reîntregirii Neamului ('Catedral de la Unitat del Poble') amb l'objectiu de minimitzar les associacions amb la monarquia abolida, però el nom de «Catedral de la Coronació» va representar una mica el retorn la caiguda del règim de 1989.
Una característica especial són les pintures de personatges històrics o individus que van tenir un paper en la vida religiosa local. Al nàrtex apareixen pintures del ktitor de la primera església metropolitana de Bălgrad, Miquel el Brau, i de la seva dona Lady Stanca. La nau alta està dominada per una cúpula pintada amb la imatge de Crist Pantocràtor i sostinguda per quatre columnes octogonals recobertes de marbre de Moneasa. El mur occidental de la nau té pintures de clergues de l'època en què es va construir la catedral: Nicolae Bălan, metropolità de Transsilvània i Miron Cristea, patriarca de tota Romania, a més de retrats votius del rei Ferran i la reina Maria. L'absis de l'altar està pintat amb els Theotokos i escenes de la Bíblia. Hi ha tres agulles octogonals, il·luminades cadascuna per vuit finestres, amb un sostre de cúpula de ceba i una creu metàl·lica a la part superior.
Davant de l'iconòstasi roure tallat i pintat i adjacent a l'arc de triomf, hi ha grans retrats d'antics metropolitans de Transsilvània Ilie Iorest i Sava Brancovici, així com dels monjos Visarion Sarai i Sofronie de Cioara, i el màrtir Oprea Miclăuş de Sălişte, tots ells canonitzats a la catedral el 1955. Un parell de trons inscrits amb símbols reials es van col·locar al costat de l'iconòstasi durant el solemne servei de coronació. A més de l'iconòstasi, els mobles i el cor també són de roure i estan decorats amb motius brâncovenescs.
La catedral es troba sobre un solar rectangular que té quatre pavellons, un a cada cantó, units per galeries que recorden les trobades als monestirs, formades per dobles arcades obertes sostingudes per columnes. Algunes de les columnes tenen capitells corintis amb tocs brâncovenescs. Els pavellons orientals més grans allotgen la residència i administració arxidiocesanes. Els més petits, occidentals, els fan servir els que dirigeixen l'edifici i els terrenys. El campanar de 58 m d'alçada, amb l'entrada al complex que hi ha a sota, es troba entre els pavellons occidentals. És la seu de l'arxidiòcesi d'Alba Iulia, que ostenta aquest rang des de 1998, des de 1975 anteriorment com a diòcesi. L'edifici es va reformar el 1993, en el 75è aniversari de la Unió de 1918.

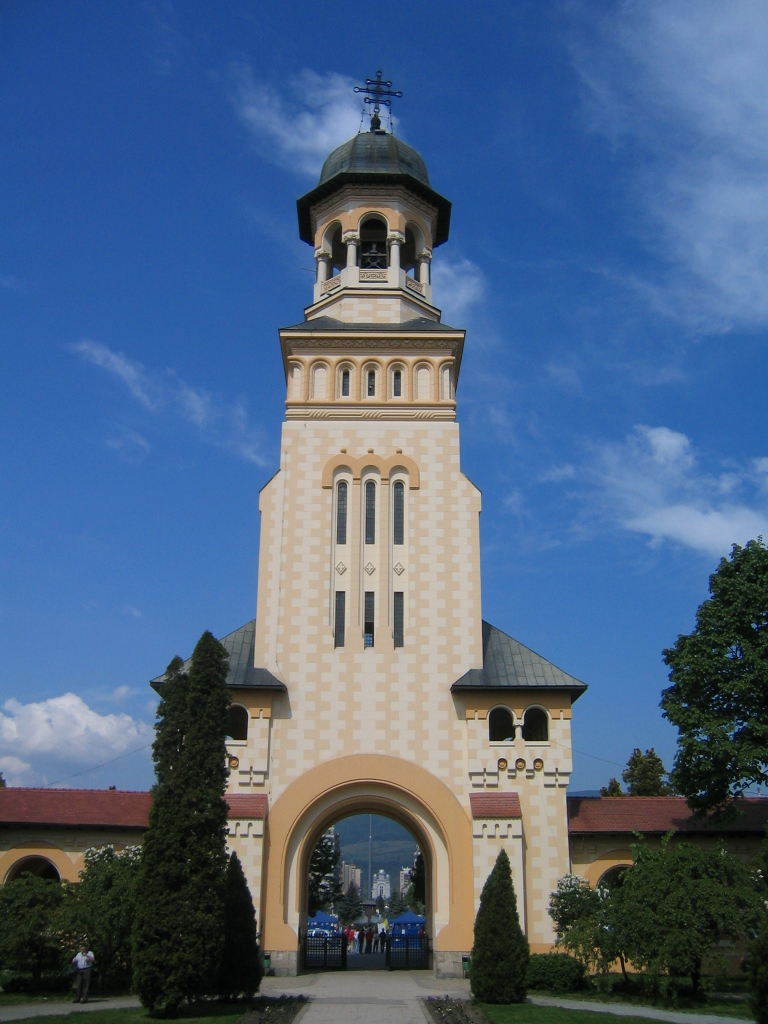
Campanar
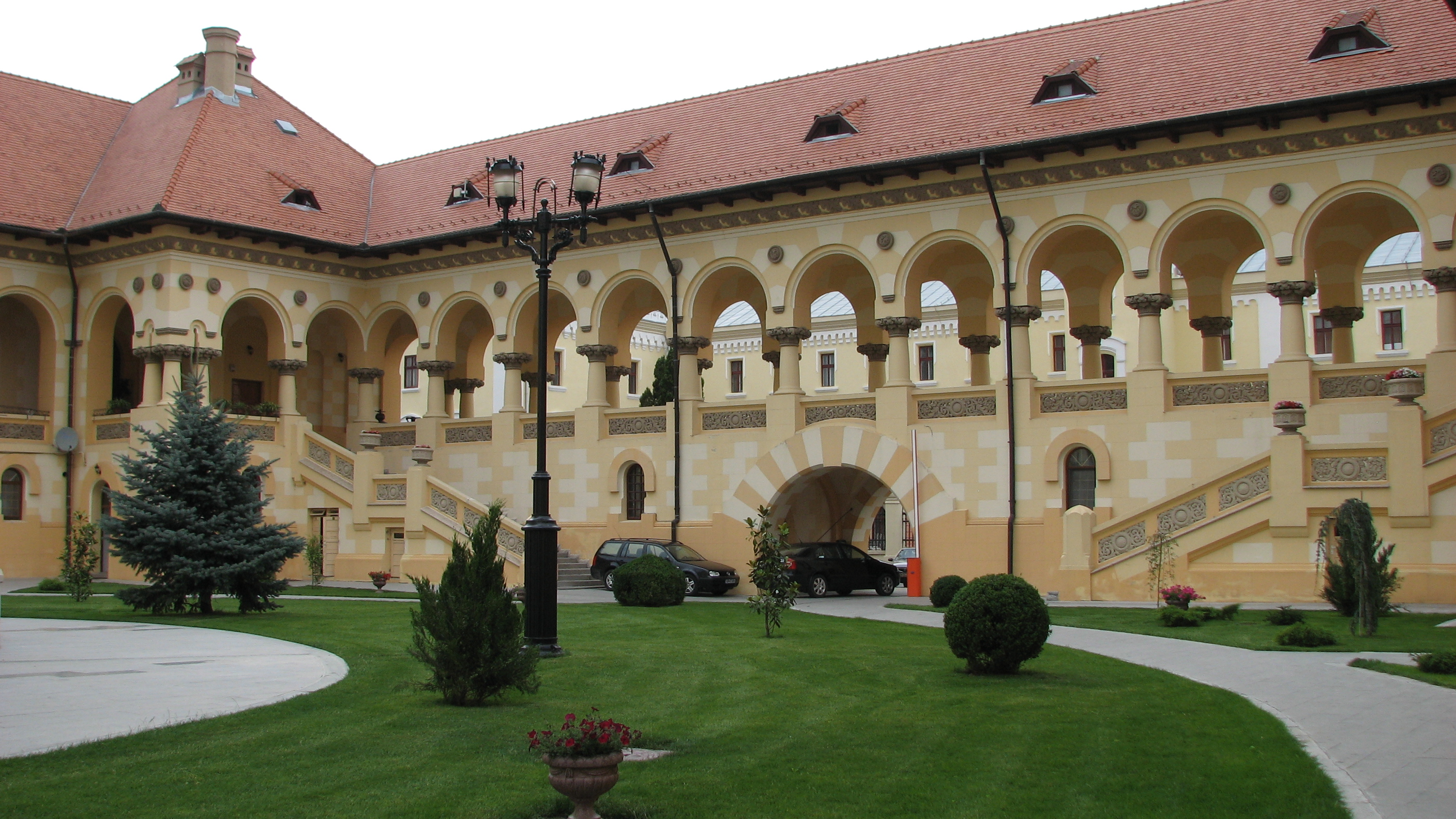
Pavelló i galeria
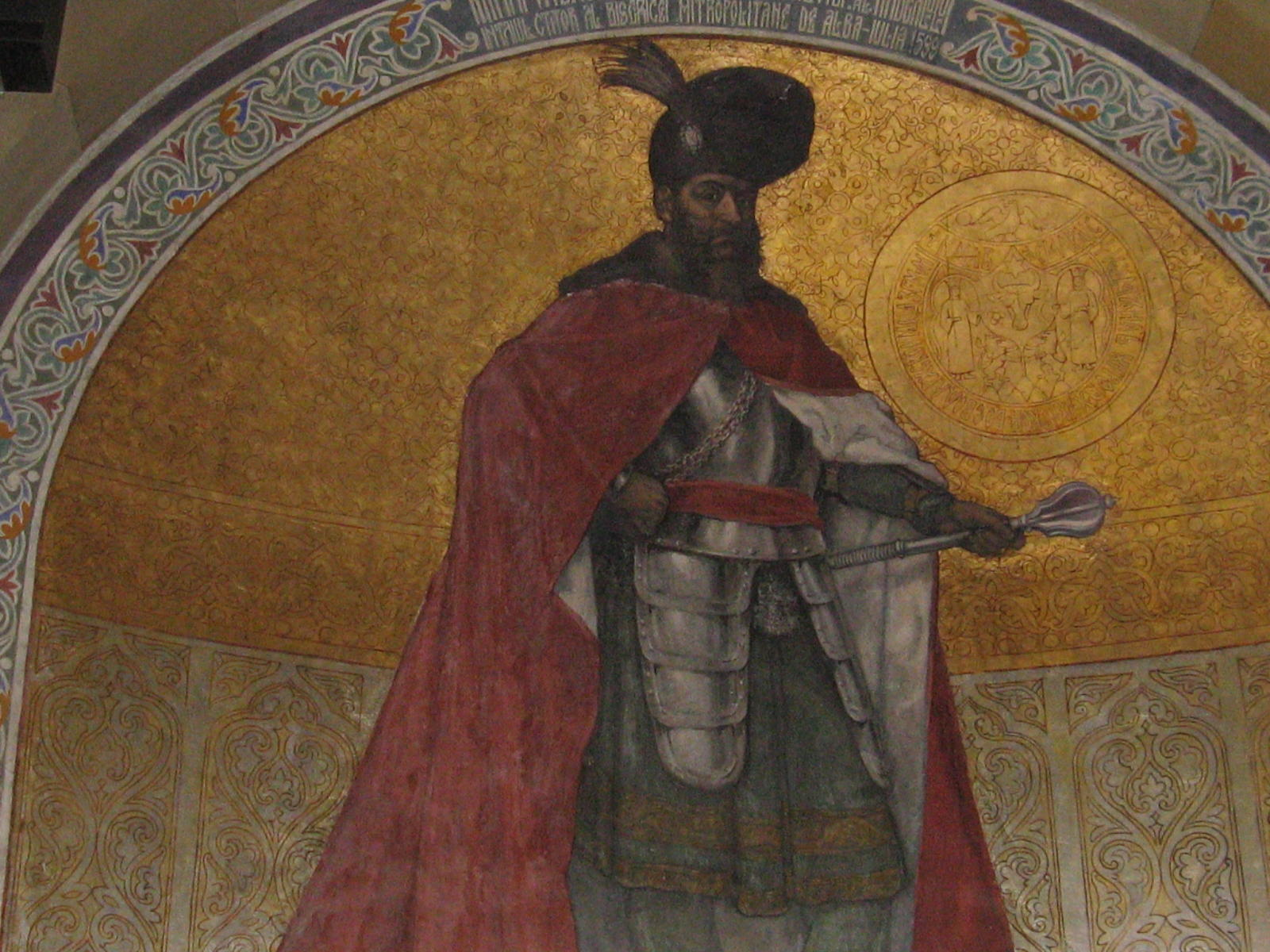
Michael el Valent mosaic
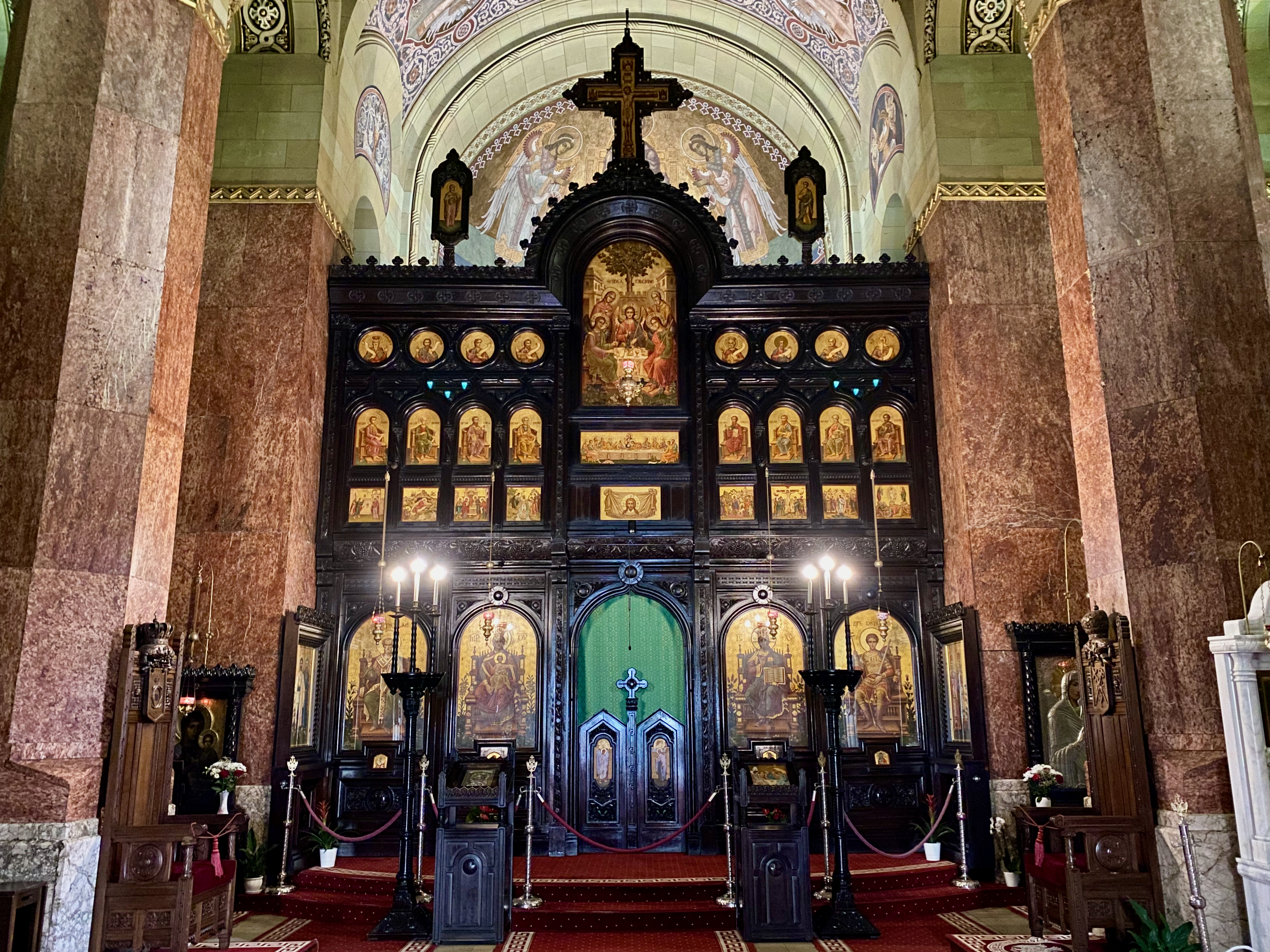
Iconòstasi